# 钱贻范
钱贻范（？—？），彭城（今徐州）人，宋朝政治人物。
钱贻范曾于1041年接替丁诩任华亭县知县一职，1044年由谢景温接任。